# Abborragöl (Bondstorps socken, Småland)
Abborragöl är en sjö i Vaggeryds kommun i Småland och ingår i Lagans huvudavrinningsområde. Sjön är 6,9 meter djup, har en yta på 0,0509 kvadratkilometer och är belägen 276 meter över havet.

## Delavrinningsområde
Abborragöl ingår i det delavrinningsområde (637763-139734) som SMHI kallar för Mynnar i Lagan. Avrinningsområdets medelhöjd är 249 meter över havet och ytan är 56,96 kvadratkilometer. Det finns inga delavrinningsområden uppströms utan avrinningsområdet är högsta punkten. Stödstorpaån som avvattnar avrinningsområdet har biflödesordning 3, vilket innebär att vattnet flödar genom totalt 3 vattendrag innan det når havet efter 204 kilometer. Delavrinningsområdet består mestadels av skog (73 procent) och sankmarker (13 procent). Avrinningsområdet har 1,18 kvadratkilometer vattenytor vilket ger det en sjöprocent på 2,1 procent. Bebyggelsen i området täcker en yta av 0,74 kvadratkilometer eller 1 procent av avrinningsområdet.